# Polystichum shensiense
Polystichum shensiense är en träjonväxtart som beskrevs av Christ. Polystichum shensiense ingår i släktet Polystichum och familjen Dryopteridaceae. Inga underarter finns listade.